# Erle C. Kenton
 Erle C. Kenton (ur. 1 sierpnia 1896 w Norborne, zm. 28 stycznia 1980 w Glendale) – amerykański reżyser filmowy. W latach 1916–1957 wyreżyserował 131 filmów.

## Wybrana reżyseria
- 1932: Wyspa doktora Moreau
- 1942: Duch Frankensteina
- 1944: Dom Frankensteina
- 1945: Dom Draculi